# Ботанічна (зупинний пункт)
Ботані́чна — ліквідований пасажирський зупинний пункт Київського залізничного вузла Південно-Західної залізниці. Був розташований між станцією Київ-Деміївський та Дарницьким залізничним мостом вздовж Наддніпрянського шосе. Виник у 1914 році під назвою Правий Берег, назву Ботанічна отримав у 1959 році від розташованого неподалік Ботанічного саду.
Ліквідований у 2001—2002 роках, замість нього ближче до станції Київ-Деміївський було влаштовано новий зупинний пункт Видубичі. Нині залишився лише покинутий підземний перехід під Наддніпрянським шосе, який виходив до колишньої залізничної платформи.

## Зображення

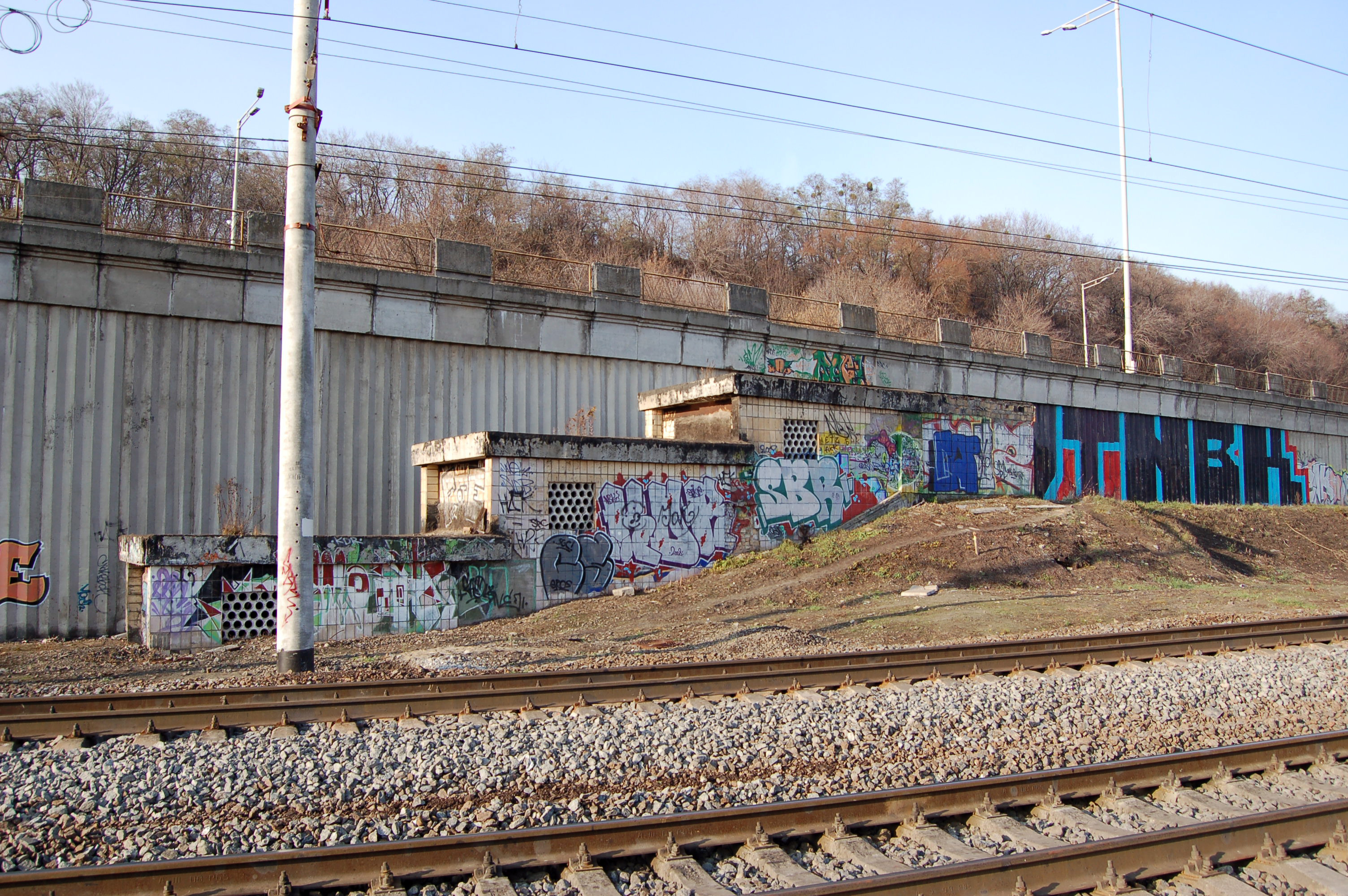
Вихід із підземного переходу до колишньої платформи
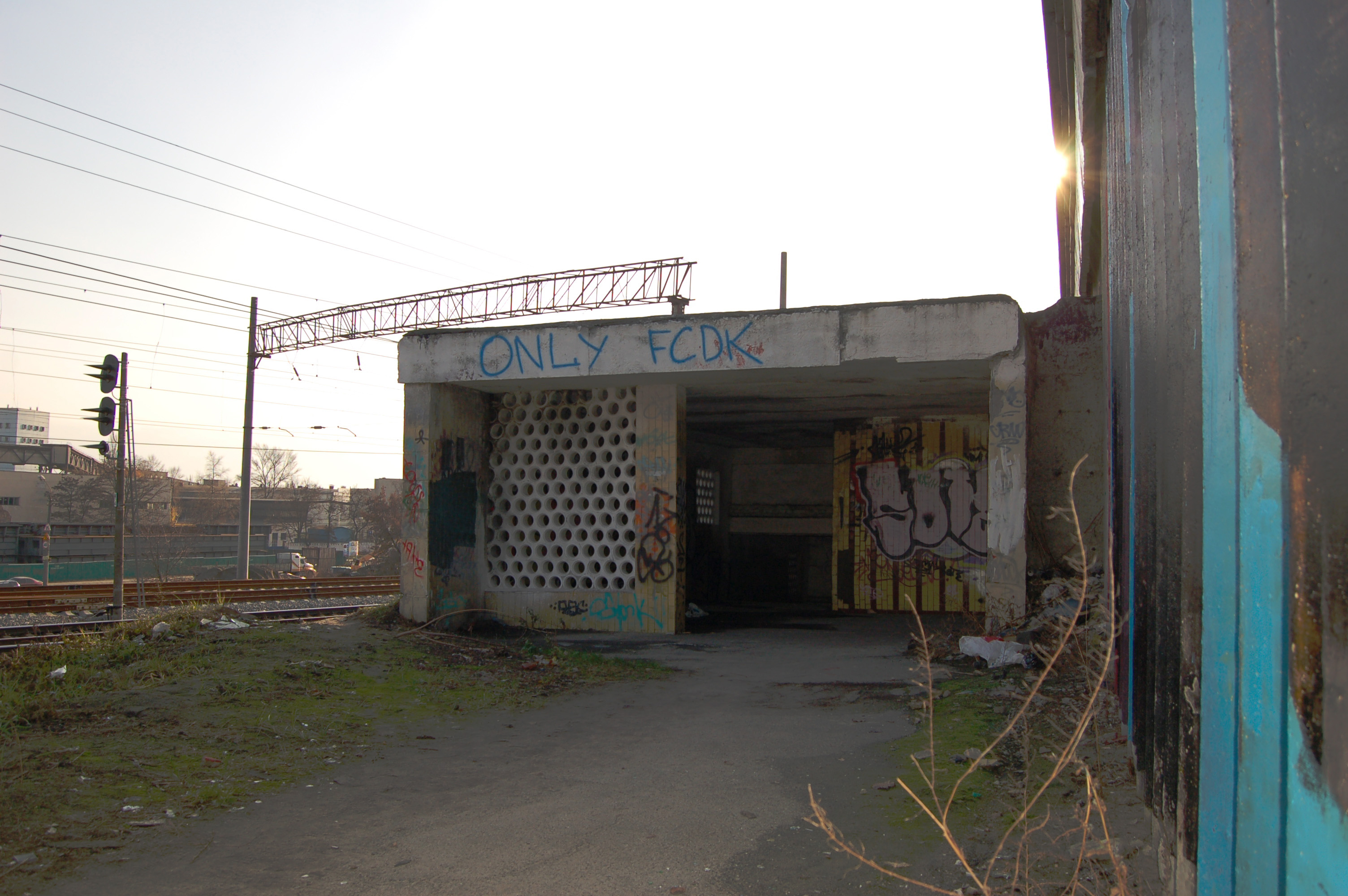
Вихід із підземного переходу до колишньої платформи
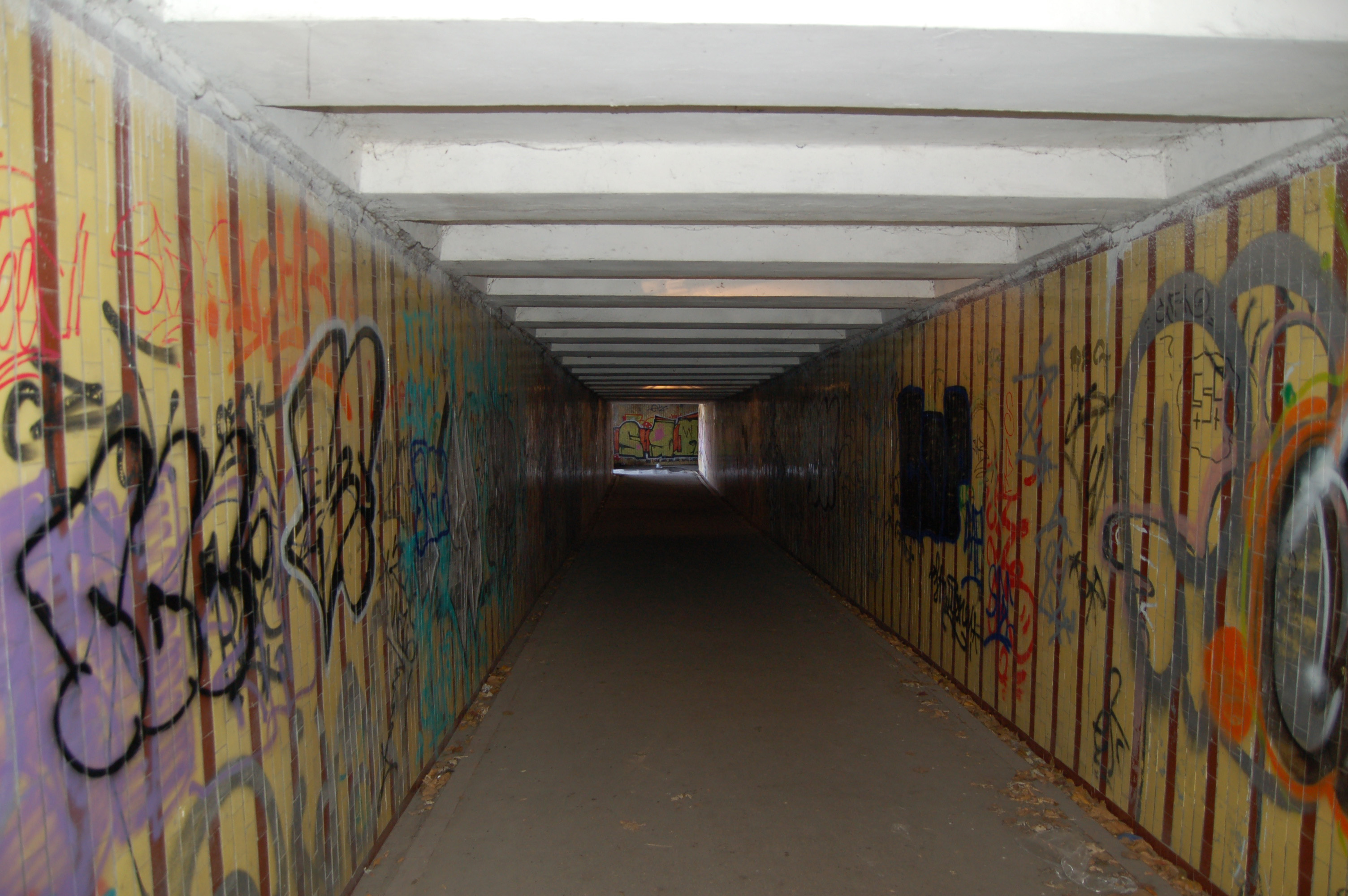
Вхід у підземний перехід з боку Набережного шосе
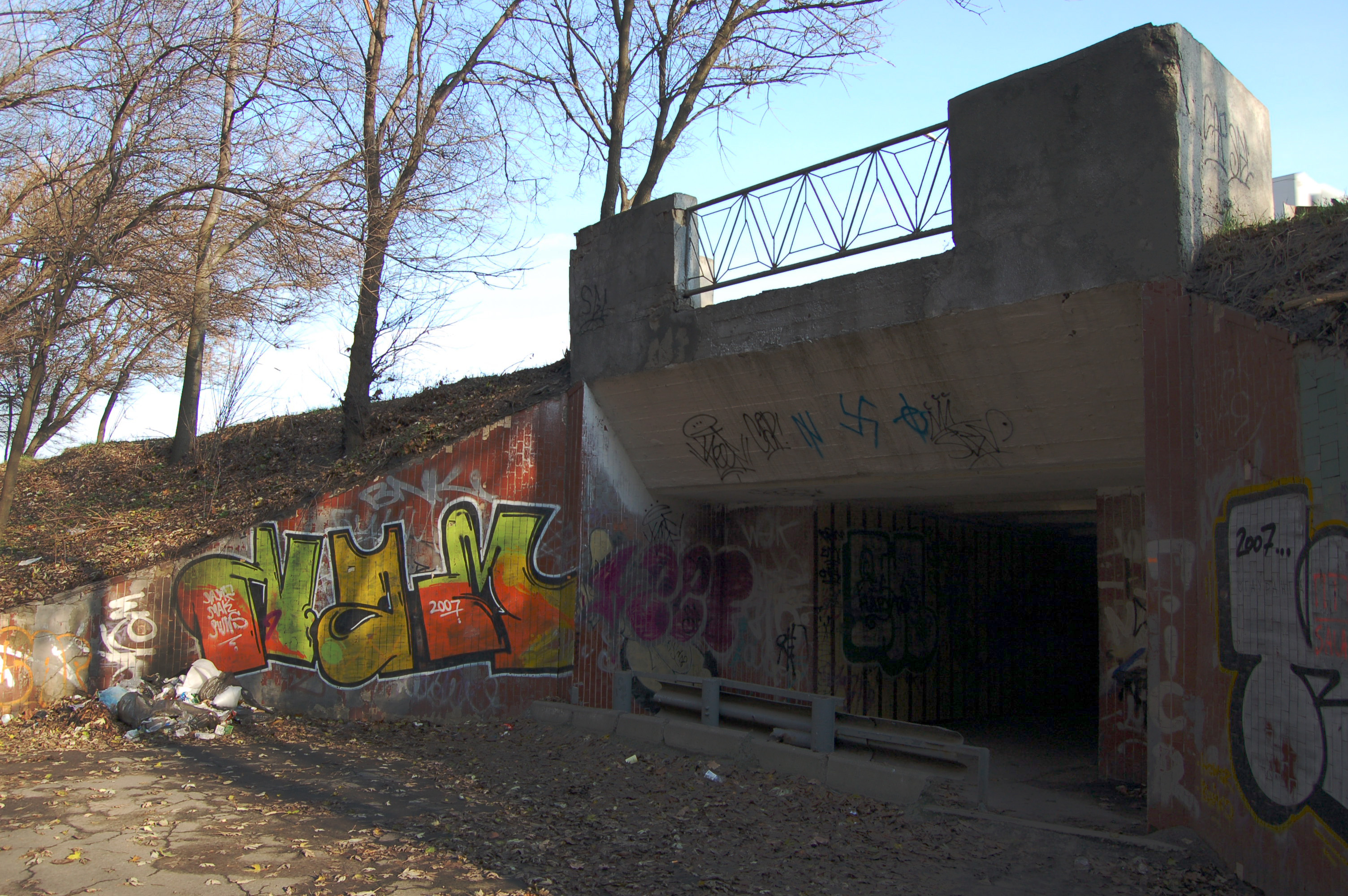
Підземний перехід з боку Набережного шосе
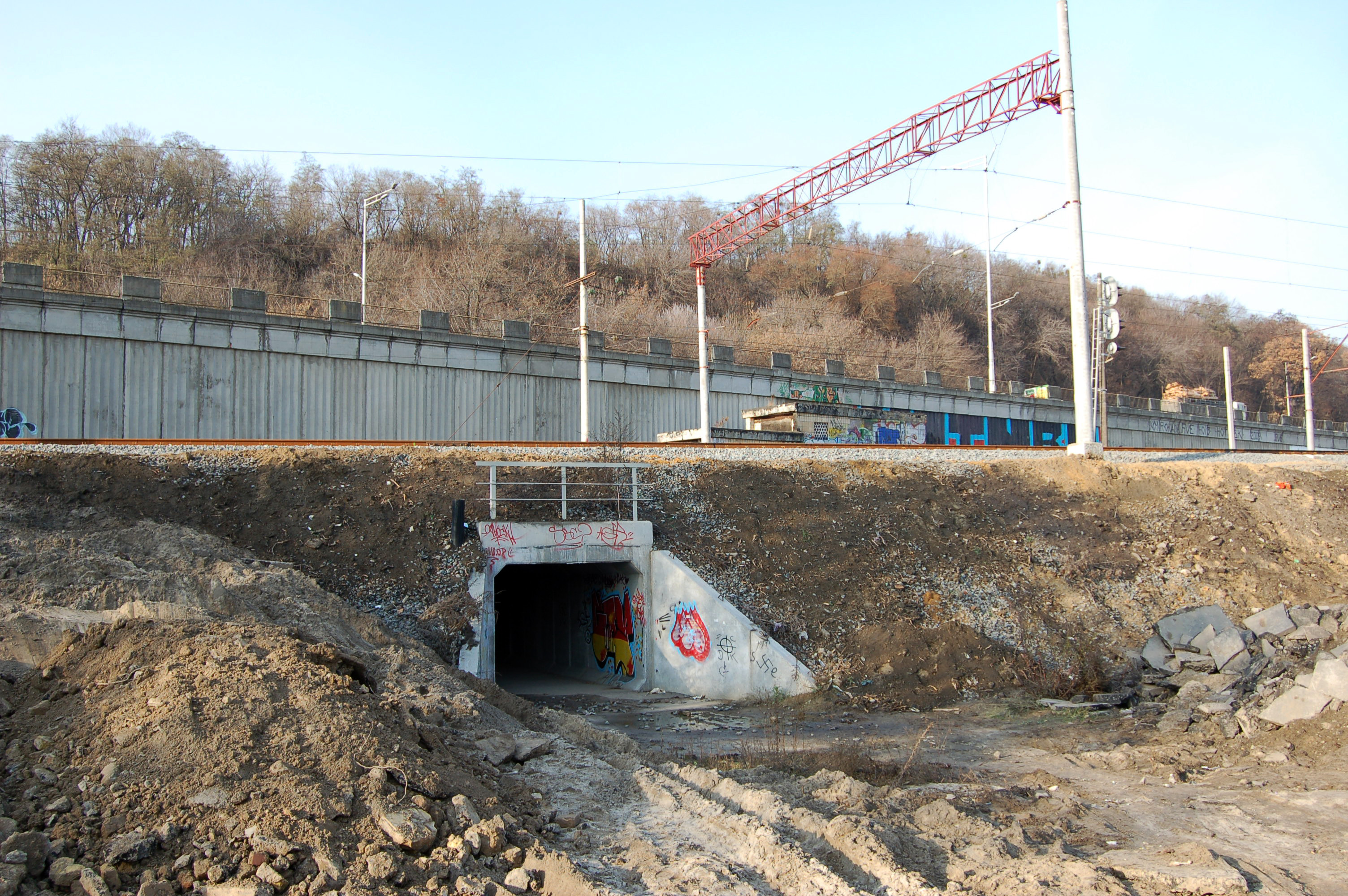
Вхід у підземний перехід з боку Набережно-Печерської дороги